# Dudu Georgescu
Dudu Georgescu (n. 1 septembrie 1950, București, România) este un fotbalist român, retras din viața sportivă.
În martie 2008 a fost decorat cu Ordinul „Meritul Sportiv” clasa a III-a, pentru participarea la Campionatul European din 1984 și pentru întreaga activitate.

## Biografie
Dudu Georgescu și-a început activitatea de fotbalist la Progresul București, dar consacrarea a cunoscut-o la Dinamo, unde a jucat în perioada 1973 - 1983.

### Golgeter al Ligii I
Cu Dinamo București, el a câștigat 4 campionate (1975, 1977, 1982, 1983) și o Cupă (1982) și a fost de patru ori consecutiv golgheter al României, între anii 1975 și 1978. Dudu Georgescu a disputat 370 de meciuri în Divizia A, marcând 252 de goluri, record neegalat până în prezent, el păstrându-și și acum titlul de cel mai bun marcator din istoria Diviziei A.

### Câștigător al "Ghetei de Aur"
Momentul de apogeu al carierei sale a fost câștigarea "Ghetei de Aur" de două ori (1975 - 33 goluri, 1977- 47 goluri). De asemenea, a jucat și în Echipa națională de fotbal a României, pentru care a înscris 21 de goluri în 44 de meciuri.
A fost ofertat de New York Cosmos (S.U.A.) și Al-Hilal (Arabia Saudită), dar fiind la echipă Ministerului de Interne, conducerea totalitară de atunci i-a refuzat categoric orice eventual transfer afară.

### Antrenorat
După retragere, Dudu Georgescu a antrenat CSM Reșița, Corvinul, Acvila Giurgiu, Dunărea Călărași, Zimbrul Chișinău sau Al-Nejmeh din Arabia Saudită (2001), apoi a emigrat în Toronto, Canada cu familia.